# Associazione Calcio Meda 1913 2001-2002
Questa voce raccoglie le informazioni riguardanti  l'Associazione Calcio Meda 1913 nelle competizioni ufficiali della stagione 2001-2002.

## Rosa
| N. |                   | Ruolo | Calciatore         |
| -- | ----------------- | ----- | ------------------ |
|    | Italia (bandiera) | C     | Alessandro Amato   |
|    | Italia (bandiera) | C     | Fabio Balacchi     |
|    | Italia (bandiera) | D     | Davide Cattaneo    |
|    | Italia (bandiera) | A     | Michele Compiani   |
|    | Italia (bandiera) | C     | Daniele Corti      |
|    | Italia (bandiera) | D     | Davide Corti       |
|    | Italia (bandiera) | D     | Riccardo De Luca   |
|    | Italia (bandiera) | A     | Davide Fava        |
|    | Italia (bandiera) | C     | Daniele Galimberti |
|    | Italia (bandiera) | A     | Marco Garavelli    |
|    | Italia (bandiera) | A     | Davide Girgenti    |
|    | Italia (bandiera) | D     | Paolo Goisis       |
|    | Italia (bandiera) | C     | Alessandro Mariani |

| N. |                   | Ruolo | Calciatore         |
| -- | ----------------- | ----- | ------------------ |
|    | Italia (bandiera) | A     | Giuseppe Matarrese |
|    | Italia (bandiera) | P     | Andrea Natali      |
|    | Italia (bandiera) | D     | Carlo Nativi       |
|    | Italia (bandiera) | A     | Aniello Nino       |
|    | Italia (bandiera) | D     | Andrea Preite      |
|    | Italia (bandiera) | D     | Ronald Rabozzi     |
|    | Italia (bandiera) | P     | Luca Redaelli      |
|    | Italia (bandiera) | D     | Antonio Ricci      |
|    | Italia (bandiera) | D     | Nicola Valenti     |
|    | Italia (bandiera) | C     | Davide Vascotto    |
|    | Italia (bandiera) | D     | Marco Viganò       |
|    | Italia (bandiera) | C     | Alvise Zago        |